# Shahrestān-e Māsāl
Shahrestān-e Māsāl (persiska: شهرستان ماسال, ماسال) är en delprovins (shahrestan) i Iran.   Den ligger i provinsen Gilan, i den nordvästra delen av landet, 280 km nordväst om huvudstaden Teheran.
Delprovinsen hade 52 649 invånare 2016.